# Kuba-Hurrikan (1924)
Der Kuba-Hurrikan von 1924 oder auch Hurrikan Zehn ist der früheste offiziell durch das National Hurricane Center in der Kategorie fünf der Saffir-Simpson-Hurrikan-Windskala klassifizierte tropische Wirbelsturm im atlantischen Becken. Er bildete sich am 14. Oktober 1924 in der westlichen Karibik und entwickelte sich langsam, als er nach Nordwesten wanderte. Am 16. Oktober erreichte er östlich der Halbinsel Yucatán Hurrikanstärke und führte eine kleine Schleife gegen den Uhrzeigersinn aus. Am 18. Oktober unterzog sich der Hurrikan einer rapiden Intensivierung und am nächsten Tag erreichte er mit Windgeschwindigkeiten von 270 km/h seine größte Intensität. Kurz darauf traf er in dieser Stärke den Westen Kubas und wurde so der stärkste Hurrikan, der direkt auf die Insel prallte. Später traf der Hurrikan bereits weitgehend abgeschwächt mit Windgeschwindigkeiten von 150 km/h auf den dünnbesiedelten Südwesten von Florida. Bei der Überquerung des Bundesstaates schwächte sich der Hurrikan zum tropischen Sturm ab. Wieder über Wasser beschleunigte der Sturm in ostnordöstlicher Richtung und wurde am 23. Oktober südlich von Bermuda von einer Kaltfront absorbiert.
Über dem westlichen Karibischen Meer erzeugte der sich entwickelnde Sturm heftige Niederschläge und starken Wind. Im Westen Kubas verursachte der Hurrikan schwere Schäden, zwei kleinere Städte wurden fast völlig zerstört. In der Provinz Pinar del Río wurden rund 90 Personen getötet. Auch im Süden Floridas waren die Regenfälle sehr heftig und verursachten Überflutungen und Ernteausfälle. In Florida gab es jedoch keine Verluste an Menschenleben.

## Sturmverlauf

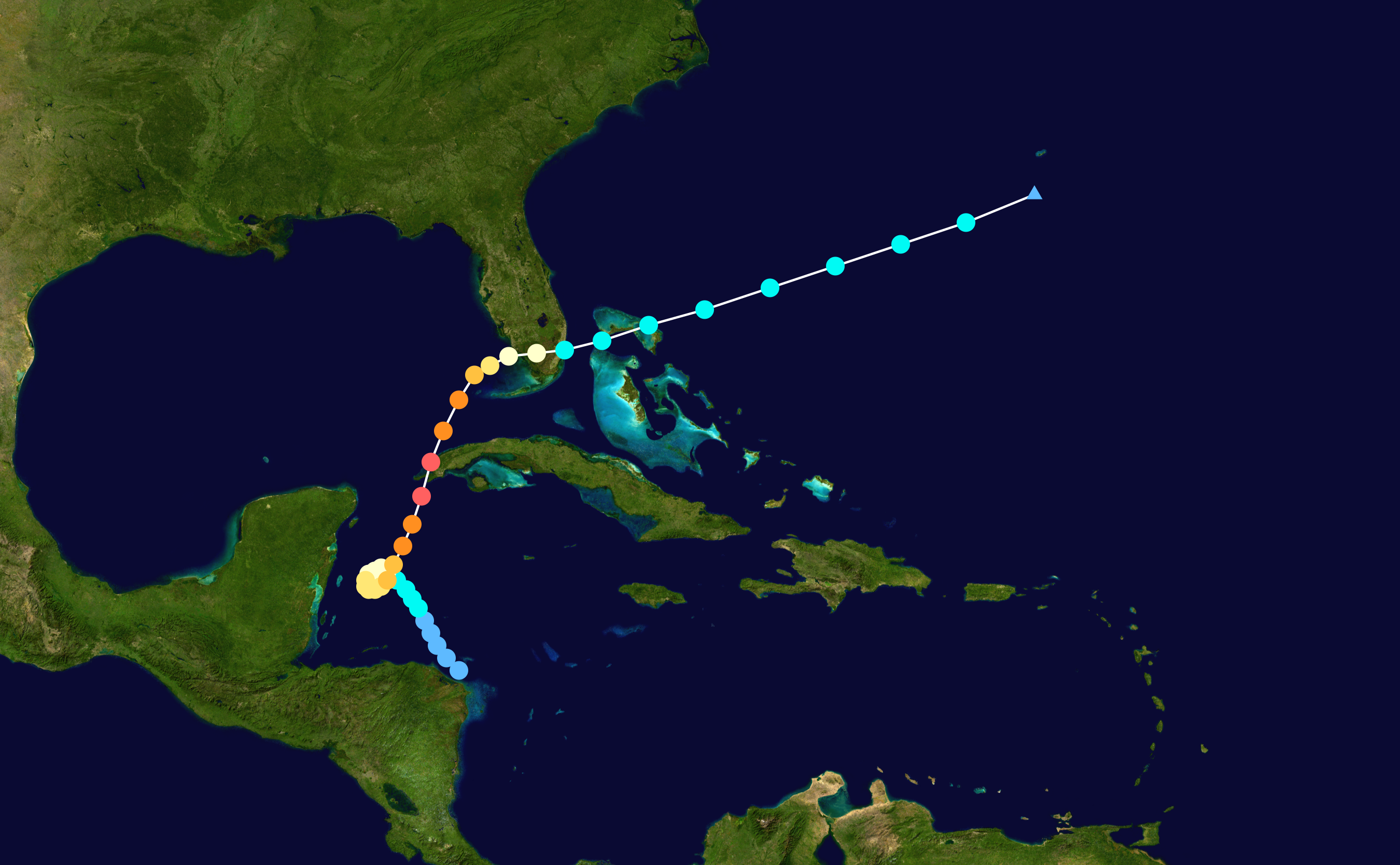
Zugbahn von Hurrikan Zehn

Das tropische Tiefdruckgebiet, das sich zum zehnten Hurrikan des Jahres entwickelte, wurde erstmals am 14. Oktober über dem Westen der Karibik beobachtet. Es lag zu diesem Zeitpunkt direkt vor der Ostküste von Honduras. Dabei handelte es sich um ein ausgedehntes und zunächst schwaches Tiefdruckgebiet, das langsam nach Nordwesten zog und sich kontinuierlich verstärkte. Es wird geschätzt, dass es am 15. Oktober die Stärke eines tropischen Sturms erreichte. Die Intensivierung des Systems wurde stetiger und am Tag darauf erreichte der Sturm etwa 215 km südöstlich von Cozumel, Quintana Roo Hurrikanstärke. Etwa zu diesem Zeitpunkt begann der Hurrikan vor der Halbinsel Yucatán mit der Ausführung einer kleinen Schleife gegen den Uhrzeigersinn. Am 18. Oktober hatte der Hurrikan die Schleife vollendet. Inzwischen hatte sich seine Windgeschwindigkeit auf 185 km/h erhöht – dies entspricht heute der Stärke eines schweren Hurrikans (Kategorie 3 auf der Saffir-Simpson-Hurrikan-Windskala). Diese Intensität wurde später aufgrund von Messungen des Luftdrucks am Rande des Systems und der anhaltenden Winde durch Schiffe und Wetterstationen an Land berechnet. Am späten 18. Oktober, als der Hurrikan in nordnordwestlicher Richtung auf Kuba zu wanderte, fiel der Luftdruck im Zentrum des Hurrikans rapide ab, wovon eine Windmessung von 193 km/h durch ein
Schiff zeugt. Ursprünglich nahm man an, dass diese Phase den Höhepunkt des Hurrikans darstellte; die
spätere Überprüfung ergab jedoch aufgrund von sehr niedrigen Luftdruckmessungen in der Region eine weitere Intensivierung. Ein Schiff im Radius der größten Winde meldete einen Luftdruck von 922 mbar; das Barometer auf dem Schiff erwies sich bei der Überprüfung als ungenau und wies Werte an, die um fünf Millibar zu hoch lagen. Eine Wetterstation an Land registrierte einen Luftdruck von 932 mbar. Aufgrund dieser Messungen schätzte bei der Neubewertung der vorhandenen Daten die Hurricane Research Division den Punkt der Spitzenintensität des Hurrikans mit einem zentralen Luftdruck von 910 mbar sehr nahe an der Westküste Kubas; dieser Luftdruck deutet auf Windgeschwindigkeiten von 270 km/h hin. Spät am 19. Oktober gelangte der Hurrikan im Westen Kubas in der Provinz Pinar del Río über Land. Jose C. Millas, der Direktor des nationalen Wetterobservatoriums in Havanna beurteilte „diesen Hurrikan als einen der schwersten, die in unseren Breiten erlebt wurden“.
Nachdem der Hurrikan von Kuba aus über das Wasser des Golfes von Mexiko gelangte, verlor er erheblich an Kraft. Am 20. Oktober zog er knapp westlich an Key West vorbei und sehr früh am 21. Oktober zog er mit Windgeschwindigkeiten von 150 km/h über Marco Island hinweg. Der Sturm schwenkte ostwärts und schwächte sich über Land weiter ab. Als er nah an Miami vorüberzog, erreichte er die Stärke eines tropischen Sturmes. Über Wasser nahm seine Zuggeschwindigkeit in Richtung Ost-Nordost zu. Er wanderte über die Abaco Islands der Bahamas hinweg. Unter den Einfluss einer sich nähernden Kaltfront verlor der Sturm weiter an Stärke und wurde am 23. Oktober außertropisch, bevor er kurz darauf von der Kaltfront absorbiert wurde.

## Auswirkungen und Wetterrekorde
Als sich der Sturm entwickelte, erzeugte er starken Wind und niedrigen Luftdruck auf den Islas del Cisne vor der Küste von Honduras. Schwerer Regen fiel auch in Jamaika, wo Straßen überschwemmt wurden und mehrere Erdrutsche passierten, wobei der Schaden allerdings gering blieb. Der Sturm führte nicht zu Störungen an der Infrastruktur. Der Sturm streifte den Osten von Britisch-Honduras. Dort wurden 21,9 mm Niederschlag und eine leichte Brise gemessen.
Im äußersten Westen der Insel Kuba war der Schaden durch den starken Wind sehr schwer, vermutlich auch durch die Auswirkungen von Tornados, die der Hurrikan mit sich brachte. Schwere Beschädigungen entstanden in Los Arroyos und Arroyos de Mantua, wo etwa ein Dutzend Bewohner getötet und fünfzig verletzt wurden. Fast jedes Haus in der Ortschaft wurde schwer beschädigt und schwere Verluste entstanden an der Tabakernte. Im Westen der Provinz unterbrach der Hurrikan alle Fernmeldeverbindungen. Selbst in der Hauptstadt Havanna wurden, obwohl diese ein gutes Stück vom Sturmzentrum entfernt lag, noch Windgeschwindigkeiten von 116 km/h und ein minimaler Luftdruck von 999 mbar gemessen. Um die Insel herum brachte der Sturm mehrere Schiffe zum Auflaufen, vor allem Fischerboote. Die Zahl der Opfer in Kuba wurde auf etwa 90 geschätzt. In den Tagen nach dem Durchzug des Hurrikans wies der kubanische Präsident Alfredo Zayas y Alfonso Hilfsleistungen in Höhe von rund 30.000 US-Dollar (1924; inflationsbereinigt 476.000) für die Opfer der Provinz Pinar del Río an.
| Rang           | Hurrikan    | Saison | Min. Luftdruck hPa (mbar) |
| -------------- | ----------- | ------ | ------------------------- |
| 1              | Wilma       | 2005   | 882                       |
| 2              | Gilbert     | 1988   | 888                       |
| 3              | „Labor Day“ | 1935   | 892                       |
| 4              | Rita        | 2005   | 895                       |
| 5              | Allen       | 1980   | 899                       |
| 6              | Camille     | 1969   | 900                       |
| 7              | Katrina     | 2005   | 902                       |
| 8              | Mitch       | 1998   | 905                       |
| 8              | Dean        | 2007   | 905                       |
| 10             | Maria       | 2017   | 908                       |
| Quelle: HURDAT |             |        |                           |

Schon einige Tage, bevor der Hurrikan auf Florida traf, erzeugten die Ausläufer der Zirkulation Niederschläge. An der Ostküste und an der Westküste wurden nordwärts bis nach Cedar Key beziehungsweise Titusville zunächst
Sturmwarnungen ausgerufen und dann Warnungen vor einem Hurrikan. Die Schulen in der Region um Tampa wurden geschlossen, als das Erreichen des Festlands unmittelbar erwartet wurde. Als der Hurrikan westlich an Key West vorüberzog, wurden dort andauernde Windgeschwindigkeiten von 107 km/h gemessen, in Böen wurden 120 km/h erreicht. Der Schaden in dieser Region war gering und beschränkte sich auf umgestürzte Bäume; dies war der rechtzeitigen Warnung des U.S. Weather Bureaus zu verdanken, das Schiffe vor dem Verlassen der Häfen gewarnt hatte und die Bewohner aufforderte, ihr Eigentum zu sichern. Als der Hurrikan später in Florida über Land zog, geschah dies in einer dünn besiedelten Gegend. Sachschäden wurden in Fort Myers und Punta Gorda gemeldet und die Fernmeldeverbindungen waren vorübergehend unterbrochen, es kam in den Vereinigten Staaten jedoch zu keinen Toten durch den Hurrikan. Entlang der Zugbahn des Hurrikans wurden schwere Niederschläge gemessen; an einer Stelle fielen innerhalb von 24 Stunden rund 590 mm Regen, was damals ein neuer Rekordwert für den Bundesstaat war. Eine Wetterstation in Miami meldete 309 mm Regen und die Windböen erreichten Orkanstärke. Durch die Kombination von Regen und Wind wurden rund fünf Prozent der Ernte an Zitrusfrüchten und Avocado geschädigt. Die Niederschläge führten in der Region Miami zu Überflutungen von Straßen, Häusern und gewerblichen Räumlichkeiten. Hunderte von Telefonanschlüssen wurden unterbrochen. Auf den Bahamas wurden keine Auswirkungen gemeldet. Die Hurricane Research Division stellte bei einer Neuanalyse der zwischen 1921 und 1925 registrierten Hurrikan fest, dass dieser Hurrikan Windgeschwindigkeiten von 270 km/h erreichte, was ihn nach der Saffir-Simpson-Hurrikan-Windskala zu einem der atlantischen Kategorie-5-Hurrikane macht. Der Hurrikan ist der erste, von dem das Erreichen dieser Intensität bekannt ist. Dieser Hurrikan ist auch der einzige seit Beginn der verlässlichen Wetteraufzeichnungen, der Kuba als Kategorie-5-Hurrikan traf. Es wird zwar angenommen, dass der Hurrikan von 1846 die Insel ebenfalls in der Kategorie 5 erreichte, da dieses Ereignis zeitlich aber vor dem Beginn der Datenreihe in der atlantischen Hurrikandatenbank liegt, ist diese Annahme inoffiziell. Die Messung des Luftdrucks von 922 mbar durch das Dampfschiff „Toledo“ war der niedrigste bis dahin verzeichnete Wert. Er unterschritt den vorigen Rekordwert von 927 mbar des Florida-Keys-Hurrikan von 1919. Erst während des Kuba-Hurrikans der Saison 1932 wurde mit 915 mbar ein noch niedrigerer Wert gemeldet. Die Messung von 932 mbar in Los Arroyos in Mantua in der Provinz Pinar del Río bleibt bis heute (2009) der niedrigste über Land gemessene Luftdruck in Kuba.